# Fissistigma africanum
Fissistigma africanum är en kirimojaväxtart som först beskrevs av George Bentham, och fick sitt nu gällande namn av Elmer Drew Merrill. Fissistigma africanum ingår i släktet Fissistigma och familjen kirimojaväxter. Inga underarter finns listade i Catalogue of Life.